# Place Manga-Bell
 (août 2023).
La place Manga-Bell est une voie d’Aalen. 

## Origine du nom
Cette place est baptisée le 1er juillet 2023. Son nom provient de Rudolf Douala Manga Bell, résistant camerounais à la colonisation allemande. Aalen est la troisième ville allemande à donner le nom de Rudolf Douala Manga Bell à une place,, après Berlin en décembre 2022 et Ulm en octobre 2022,,,.
C'est à Aalen que Rudolf Douala Manga Bell a vécu quand il est venu en Allemagne en 1891, à 16/17 ans, pour apprendre l'allemand,.